# Futebol Clube da Maia
El Futebol Clube da Maia és un club de futbol portuguès amb seu a Maia, municipi de Maia, Àrea Metropolitana del Gran Porto. Fundat el 4 d'abril de 1954, actualment juga a la Lliga Regional de Porto, celebrant partits a casa a l'Estádio Professor Doutor Vieira de Carvalho, que té una capacitat de 12.000 espectadors.

## Història
Maia no ha competit mai a la màxima divisió, però va tenir un període de nou anys al segon nivell del 1997 al 2006. En la seva primera temporada a la categoria, es va enfrontar al Porto a la Taça de Portugal, perdent per 4–5 a casa als vuitens de final després d'eliminar el Moreirense FC i el CD Feirense en les rondes anteriors.
Al final de la temporada 2006-07, Maia va descendir per segona vegada consecutiva, caient així a la quarta divisió. Va plegar l'any 2008 per greus problemes econòmics, tornant a competir l'any següent, a la segona divisió regional de Porto, i de seguida va aconseguir l'ascens.

## Palmarès
- Segona Divisió Sèrie Nord: 1996–97